# Albert Troell
Albert Troell, född 3 april 1886 i Västra Sallerups församling, död 21 oktober 1961 i Karlshamn, var en svensk ingenjör. Han var son till Jöns Troell och farbror till Jan Troell.
Troell genomgick Malmö tekniska elementarskola 1905–07 och Polytechnische Institut i Bodenbach an Elbe, Böhmen, 1912. Han var anställd vid AG für Bergbau, Eisen- und Stahlindustrie i Dortmund, Tyskland, 1909–10, vid ASEA i Malmö 1911, vid byggnadskontoret för elektrisk belysning och spårväg i Uman i guvernementet Kiev i Ryssland 1913–14, vid firma Lindström & Sjöberg i Borås 1915, vid Södra Sveriges ångpanneförening i Malmö 1916–18 och vid Hemsjö Kraft AB i Karlshamn 1919–20. Efter att sistnämnda bolag 1920 uppgått i Sydsvenska Kraft AB var han på samma ort distributionsingenjör för detta bolag.

## Fotnoter
1. ↑  Sveriges dödbok 1901-2009. CD-skiva utgiven av Sveriges släktforskarförbund